# Probaryconus cinctiventris
Probaryconus cinctiventris är en stekelart som först beskrevs av William Harris Ashmead 1887.  Probaryconus cinctiventris ingår i släktet Probaryconus och familjen Scelionidae. Inga underarter finns listade i Catalogue of Life.